# Erkki Penttilä
Erkki Penttilä (Seinäjoki, Finlandia, 14 de junio de 1932-ídem, 2005) fue un deportista finlandés especialista en lucha libre olímpica donde llegó a ser medallista de bronce olímpico en Melbourne 1956.

## Carrera deportiva
En los Juegos Olímpicos de 1956 celebrados en Melbourne ganó la medalla de bronce en lucha libre olímpica estilo peso pluma, tras el japonés Shozo Sasahara (oro) y el luchador belga Joseph Mewis (plata).